# Michał Józef Eysymontt
Michał Józef Eysymontt herbu Korab (ok. 1712 – przed 4 sierpnia 1768), chorąży grodzieński, syn Jana Kazimierzowicza, mierniczego litewskiego i Anny z Siezieniewskich.

## Sprawowane urzędy
- Rotmistrz grodzieński 1739-1746
- Podstoli grodzieński (19 IX 1746 – 7 VI 1752)
- Stolnik grodzieński (7 VI 1752 – 26 V 1755)
- Wojski grodzieński (26 V 1755 – 28 II 1765)
- Chorąży grodzieński (obrany już 7 IV 1764, formalnie od 28 II 1765)[1]

## Poseł na Sejm Rzeczypospolitej Obojga Narodów
- 1754 - z Powiatu Grodzieńskiego

## Deputat na Trybunał Główny Wielkiego Księstwa Litewskiego
- 1739 - z Powiatu Grodzieńskiego

## Życiorys
Wywodził się ze znanej rodziny szlacheckiej o tradycjach wojskowych. Jako mierniczyc litewski wraz z ojcem podpisuje elekcję Stanisława Leszczyńskiego w roku 1733. Już w 1739 r. został Deputatem do Trybunału Głównego Wielkiego Księstwa Litewskiego z powiatu grodzieńskiego. Rotmistrz grodzieński (z parafii ejsmontowskiej - co najmniej od 1739), następnie podstoli grodzieński (1746), by w 1764 osiągnąć chorąstwo grodzieńskie (obrany już 7 IV 1764, formalnie od 28 II 1765). W roku 1754 został obrany przez szlachtę grodzieńską posłem na sejm, który się odbył w Warszawie 30 IX - 31 X tego roku.
Początkowo był szefem stronnictwa radziwiłłowskiego w powiecie grodzieńskim. Cieszył się niezwykłą popularnością w całym powiecie, kierując w praktyce pracami sejmiku na przestrzeni niemal trzech dekad. Staraniem Konstantego Eysymontta, przeora włodawskiego i doradcy Fryderyka Czartoryskiego, kanclerza litewskiego, a także Jerzego Flemminga, zaczął od (co najmniej) 1758 roku wspierać stronnictwo Czartoryskich, tzw. Familię.

Ta zmiana tradycyjnej polityki Eysymontów (co najmniej od lat 40. XVI wieku byli związani z Radziwiłłami nieświeskimi), a także ich licznych krewnych i sojuszników pośród drobnej szlachty grodzieńskiej miała znaczenie fundamentalne i skutkowała faktycznym i stałym przejściem do obozu reform większości społeczności tego powiatu. Późniejsza aktywność Eysymontów i ich pobratymców po stronie Antoniego Tyzenhauza, a zwłaszcza ich jednoznaczne wsparcie reform Sejmu Czteroletniego, były w istocie konsekwencją tego zasadniczego przeorientowania politycznego jakiego dokonał Michał właśnie wtedy w latach 50. XVIII stulecia.

W 1764 r. podpisuje jako chorąży grodzieński elekcję króla Stanisława Augusta Poniatowskiego, a w roku następnym zwołuje Popis szlachty powiatu grodzieńskiego, na którym m.in. licznie stanął ród Eysymonttów w liczbie 94 osób zdolnych do walki.

Ufundował nowy kościół w Wielkich Eysymontach, który stanął w 1748 r. Ustanowił tam proboszczem ks. Andrzeja Eysymontta, dziekana grodzieńskiego. Tam też został pochowany w kościelnej krypcie.

## Odzyskanie Milkowszczyzny
Był właścicielem dóbr Hanusowszczyzna, Gudziewicze, Milkowszczyzna, Burniewo w powiecie grodzieńskim. Milkowszczyznę rewindykował w 1761 r. od Chreptowiczów o czym tak pisze Marcin Matuszewicz, kasztelan brzeski:

Na tenże sejm stanął posłem z Grodna Chreptowicz pisarz ziemski grodzieński, który przedtem był w faworach wielkich Fleminga podskarbiego w. litew. Miał go Fleming za człeka bardzo rezolutnego, a w nim ta tylko była rezolucya, że dufając w potencyą Fleminga, gotów był słowem niedyskretnem jak błotem plusnąć. Ożenił go Fleming z Chreptowiczówną starościanką werbelską, stotysięczną panną, chociaż niepiękną, ale wieIkiego rozumu; poszła z przymuszenia za niego, ale potem z nim mieszkać nie chciała. Uczynił go Fleming wiceekonomem ekonomii królewskiej, na której jak był sordide skąpy, tak kilkakroć sto tysięcy zebrał kapitału; potem przez samę chciwość zachciało mu się samemu za kontraktem od kamery królewskiej trzymać ekonomią grodzieńską a przynajmniej jakie klucze ekonomiczne, co postrzegłszy Fleming, dysgracyował go i wiceekonomstwo mu odebrał, a do tego naprawił na niego Eysmonta wojskiego grodzieńskiego, człeka popularnego, który odezwał się z pretensyą swoją do dóbr Chreptowicza pisarza ziemskiego grodzieńskiego Milkowszczyzny, tamował mu do funkcyi poselskiej, aż mu się musiał Chreptowicz opisać na kompromis, a w tem bardzo był nieostrożny, że na niepewnych przyjaciół swoich zgodził się na superarbitra i na arbitrów, co mu bardzo źle potem wyszło.

## Rodzina
Ożeniony był z Joanną Kochtycką (wywodzącą się zapewne z rodu Matysa Kochtyckiego, diaka grodzieńskiego z 1539 roku). Zostawił syna Ferdynanda, wojskiego grodzieńskiego. Matka - Anna z Siezieniewskich Eysymonttowa (1694-1770), mierniczyna litewska, przeżyła syna, zmarła w Gudziewiczach 2 stycznia 1770 roku.

## Genealogia[7]
| Marcin (zm. 1696) | Marcin (zm. 1696) | Marcin (zm. 1696) | Marcin (zm. 1696) | Marcin (zm. 1696) | Marcin (zm. 1696) |  |  | Kazimierz (zm. 1705)                  | Kazimierz (zm. 1705)                  | Kazimierz (zm. 1705)                  | Kazimierz (zm. 1705)                  | Kazimierz (zm. 1705)                  | Kazimierz (zm. 1705)                  |  |  | Jan (zm. ok. 1733) mierniczy litewski x. Anna Siezieniewska (1694-1770)    | Jan (zm. ok. 1733) mierniczy litewski x. Anna Siezieniewska (1694-1770)    | Jan (zm. ok. 1733) mierniczy litewski x. Anna Siezieniewska (1694-1770)    | Jan (zm. ok. 1733) mierniczy litewski x. Anna Siezieniewska (1694-1770)    | Jan (zm. ok. 1733) mierniczy litewski x. Anna Siezieniewska (1694-1770)    | Jan (zm. ok. 1733) mierniczy litewski x. Anna Siezieniewska (1694-1770)    |  |  | Michał Józef (ok.1712-1768) chorąży grodzieński x. Joanna Kochtycka | Michał Józef (ok.1712-1768) chorąży grodzieński x. Joanna Kochtycka | Michał Józef (ok.1712-1768) chorąży grodzieński x. Joanna Kochtycka | Michał Józef (ok.1712-1768) chorąży grodzieński x. Joanna Kochtycka | Michał Józef (ok.1712-1768) chorąży grodzieński x. Joanna Kochtycka | Michał Józef (ok.1712-1768) chorąży grodzieński x. Joanna Kochtycka |  |  | Ferdynand (ok. 1760-1811) wojski grodzieński x1. Bogumiła Wilgenstein x2. Józefa Zawistowska (zm. 1849) sędzianka grodzieńska | Ferdynand (ok. 1760-1811) wojski grodzieński x1. Bogumiła Wilgenstein x2. Józefa Zawistowska (zm. 1849) sędzianka grodzieńska | Ferdynand (ok. 1760-1811) wojski grodzieński x1. Bogumiła Wilgenstein x2. Józefa Zawistowska (zm. 1849) sędzianka grodzieńska | Ferdynand (ok. 1760-1811) wojski grodzieński x1. Bogumiła Wilgenstein x2. Józefa Zawistowska (zm. 1849) sędzianka grodzieńska | Ferdynand (ok. 1760-1811) wojski grodzieński x1. Bogumiła Wilgenstein x2. Józefa Zawistowska (zm. 1849) sędzianka grodzieńska | Ferdynand (ok. 1760-1811) wojski grodzieński x1. Bogumiła Wilgenstein x2. Józefa Zawistowska (zm. 1849) sędzianka grodzieńska |
| Marcin (zm. 1696) | Marcin (zm. 1696) | Marcin (zm. 1696) | Marcin (zm. 1696) | Marcin (zm. 1696) | Marcin (zm. 1696) |  |  | Kazimierz (zm. 1705)                  | Kazimierz (zm. 1705)                  | Kazimierz (zm. 1705)                  | Kazimierz (zm. 1705)                  | Kazimierz (zm. 1705)                  | Kazimierz (zm. 1705)                  |  |  | Jan (zm. ok. 1733) mierniczy litewski x. Anna Siezieniewska (1694-1770)    | Jan (zm. ok. 1733) mierniczy litewski x. Anna Siezieniewska (1694-1770)    | Jan (zm. ok. 1733) mierniczy litewski x. Anna Siezieniewska (1694-1770)    | Jan (zm. ok. 1733) mierniczy litewski x. Anna Siezieniewska (1694-1770)    | Jan (zm. ok. 1733) mierniczy litewski x. Anna Siezieniewska (1694-1770)    | Jan (zm. ok. 1733) mierniczy litewski x. Anna Siezieniewska (1694-1770)    |  |  | Michał Józef (ok.1712-1768) chorąży grodzieński x. Joanna Kochtycka | Michał Józef (ok.1712-1768) chorąży grodzieński x. Joanna Kochtycka | Michał Józef (ok.1712-1768) chorąży grodzieński x. Joanna Kochtycka | Michał Józef (ok.1712-1768) chorąży grodzieński x. Joanna Kochtycka | Michał Józef (ok.1712-1768) chorąży grodzieński x. Joanna Kochtycka | Michał Józef (ok.1712-1768) chorąży grodzieński x. Joanna Kochtycka |  |  | Ferdynand (ok. 1760-1811) wojski grodzieński x1. Bogumiła Wilgenstein x2. Józefa Zawistowska (zm. 1849) sędzianka grodzieńska | Ferdynand (ok. 1760-1811) wojski grodzieński x1. Bogumiła Wilgenstein x2. Józefa Zawistowska (zm. 1849) sędzianka grodzieńska | Ferdynand (ok. 1760-1811) wojski grodzieński x1. Bogumiła Wilgenstein x2. Józefa Zawistowska (zm. 1849) sędzianka grodzieńska | Ferdynand (ok. 1760-1811) wojski grodzieński x1. Bogumiła Wilgenstein x2. Józefa Zawistowska (zm. 1849) sędzianka grodzieńska | Ferdynand (ok. 1760-1811) wojski grodzieński x1. Bogumiła Wilgenstein x2. Józefa Zawistowska (zm. 1849) sędzianka grodzieńska | Ferdynand (ok. 1760-1811) wojski grodzieński x1. Bogumiła Wilgenstein x2. Józefa Zawistowska (zm. 1849) sędzianka grodzieńska |
|                   |                   |                   |                   |                   |                   |  |  |                                       |                                       |                                       |                                       |                                       |                                       |  |  |                                                                            |                                                                            |                                                                            |                                                                            |                                                                            |                                                                            |  |  |                                                                     |                                                                     |                                                                     |                                                                     |                                                                     |                                                                     |  |  | | | | | | |
|                   |                   |                   |                   |                   |                   |  |  | Jerzy (zm. p. 1696) x. N. Olizarowicz | Jerzy (zm. p. 1696) x. N. Olizarowicz | Jerzy (zm. p. 1696) x. N. Olizarowicz | Jerzy (zm. p. 1696) x. N. Olizarowicz | Jerzy (zm. p. 1696) x. N. Olizarowicz | Jerzy (zm. p. 1696) x. N. Olizarowicz |  |  | Felicjan horodniczy grodzieński x. Marianna Roszczewska                    | Felicjan horodniczy grodzieński x. Marianna Roszczewska                    | Felicjan horodniczy grodzieński x. Marianna Roszczewska                    | Felicjan horodniczy grodzieński x. Marianna Roszczewska                    | Felicjan horodniczy grodzieński x. Marianna Roszczewska                    | Felicjan horodniczy grodzieński x. Marianna Roszczewska                    |  |  | Jan Filip x. Helena Stocka (zm. 1787)                               | Jan Filip x. Helena Stocka (zm. 1787)                               | Jan Filip x. Helena Stocka (zm. 1787)                               | Jan Filip x. Helena Stocka (zm. 1787)                               | Jan Filip x. Helena Stocka (zm. 1787)                               | Jan Filip x. Helena Stocka (zm. 1787)                               |  |  | Jan Stefan (ur. 1762) sędzia graniczny powiatu wołkowyskiego x. Zuzanna Cholewińska (ur. 1770)                                | Jan Stefan (ur. 1762) sędzia graniczny powiatu wołkowyskiego x. Zuzanna Cholewińska (ur. 1770)                                | Jan Stefan (ur. 1762) sędzia graniczny powiatu wołkowyskiego x. Zuzanna Cholewińska (ur. 1770)                                | Jan Stefan (ur. 1762) sędzia graniczny powiatu wołkowyskiego x. Zuzanna Cholewińska (ur. 1770)                                | Jan Stefan (ur. 1762) sędzia graniczny powiatu wołkowyskiego x. Zuzanna Cholewińska (ur. 1770)                                | Jan Stefan (ur. 1762) sędzia graniczny powiatu wołkowyskiego x. Zuzanna Cholewińska (ur. 1770)                                |
|                   |                   |                   |                   |                   |                   |  |  | Jerzy (zm. p. 1696) x. N. Olizarowicz | Jerzy (zm. p. 1696) x. N. Olizarowicz | Jerzy (zm. p. 1696) x. N. Olizarowicz | Jerzy (zm. p. 1696) x. N. Olizarowicz | Jerzy (zm. p. 1696) x. N. Olizarowicz | Jerzy (zm. p. 1696) x. N. Olizarowicz |  |  | Felicjan horodniczy grodzieński x. Marianna Roszczewska                    | Felicjan horodniczy grodzieński x. Marianna Roszczewska                    | Felicjan horodniczy grodzieński x. Marianna Roszczewska                    | Felicjan horodniczy grodzieński x. Marianna Roszczewska                    | Felicjan horodniczy grodzieński x. Marianna Roszczewska                    | Felicjan horodniczy grodzieński x. Marianna Roszczewska                    |  |  | Jan Filip x. Helena Stocka (zm. 1787)                               | Jan Filip x. Helena Stocka (zm. 1787)                               | Jan Filip x. Helena Stocka (zm. 1787)                               | Jan Filip x. Helena Stocka (zm. 1787)                               | Jan Filip x. Helena Stocka (zm. 1787)                               | Jan Filip x. Helena Stocka (zm. 1787)                               |  |  | Jan Stefan (ur. 1762) sędzia graniczny powiatu wołkowyskiego x. Zuzanna Cholewińska (ur. 1770)                                | Jan Stefan (ur. 1762) sędzia graniczny powiatu wołkowyskiego x. Zuzanna Cholewińska (ur. 1770)                                | Jan Stefan (ur. 1762) sędzia graniczny powiatu wołkowyskiego x. Zuzanna Cholewińska (ur. 1770)                                | Jan Stefan (ur. 1762) sędzia graniczny powiatu wołkowyskiego x. Zuzanna Cholewińska (ur. 1770)                                | Jan Stefan (ur. 1762) sędzia graniczny powiatu wołkowyskiego x. Zuzanna Cholewińska (ur. 1770)                                | Jan Stefan (ur. 1762) sędzia graniczny powiatu wołkowyskiego x. Zuzanna Cholewińska (ur. 1770)                                |
|                   |                   |                   |                   |                   |                   |  |  |                                       |                                       |                                       |                                       |                                       |                                       |  |  |                                                                            |                                                                            |                                                                            |                                                                            |                                                                            |                                                                            |  |  |                                                                     |                                                                     |                                                                     |                                                                     |                                                                     |                                                                     |  |  | | | | | | |
|                   |                   |                   |                   |                   |                   |  |  |                                       |                                       |                                       |                                       |                                       |                                       |  |  | Jerzy Władysław oboźny grodzieński x. Anna Iwaszkiewicz podstolanka trocka | Jerzy Władysław oboźny grodzieński x. Anna Iwaszkiewicz podstolanka trocka | Jerzy Władysław oboźny grodzieński x. Anna Iwaszkiewicz podstolanka trocka | Jerzy Władysław oboźny grodzieński x. Anna Iwaszkiewicz podstolanka trocka | Jerzy Władysław oboźny grodzieński x. Anna Iwaszkiewicz podstolanka trocka | Jerzy Władysław oboźny grodzieński x. Anna Iwaszkiewicz podstolanka trocka |  |  |                                                                     |                                                                     |                                                                     |                                                                     |                                                                     |                                                                     |  |  | Maciej komornik ziemski powiatu pińskiego x. Teresa Eysymontt                                                                 | Maciej komornik ziemski powiatu pińskiego x. Teresa Eysymontt                                                                 | Maciej komornik ziemski powiatu pińskiego x. Teresa Eysymontt                                                                 | Maciej komornik ziemski powiatu pińskiego x. Teresa Eysymontt                                                                 | Maciej komornik ziemski powiatu pińskiego x. Teresa Eysymontt                                                                 | Maciej komornik ziemski powiatu pińskiego x. Teresa Eysymontt                                                                 |
|                   |                   |                   |                   |                   |                   |  |  |                                       |                                       |                                       |                                       |                                       |                                       |  |  | Jerzy Władysław oboźny grodzieński x. Anna Iwaszkiewicz podstolanka trocka | Jerzy Władysław oboźny grodzieński x. Anna Iwaszkiewicz podstolanka trocka | Jerzy Władysław oboźny grodzieński x. Anna Iwaszkiewicz podstolanka trocka | Jerzy Władysław oboźny grodzieński x. Anna Iwaszkiewicz podstolanka trocka | Jerzy Władysław oboźny grodzieński x. Anna Iwaszkiewicz podstolanka trocka | Jerzy Władysław oboźny grodzieński x. Anna Iwaszkiewicz podstolanka trocka |  |  |                                                                     |                                                                     |                                                                     |                                                                     |                                                                     |                                                                     |  |  | Maciej komornik ziemski powiatu pińskiego x. Teresa Eysymontt                                                                 | Maciej komornik ziemski powiatu pińskiego x. Teresa Eysymontt                                                                 | Maciej komornik ziemski powiatu pińskiego x. Teresa Eysymontt                                                                 | Maciej komornik ziemski powiatu pińskiego x. Teresa Eysymontt                                                                 | Maciej komornik ziemski powiatu pińskiego x. Teresa Eysymontt                                                                 | Maciej komornik ziemski powiatu pińskiego x. Teresa Eysymontt                                                                 |